# Giacôbê Huỳnh Văn Của
Giacôbê Huỳnh Văn Của (1915–1995) là một Giám mục của Giáo hội Công giáo tại Việt Nam Ông nguyên là Giám mục phó Giáo phận Phú Cường trong khoảng thời gian từ năm 1976 đến năm 1982 trước khi dưỡng bệnh tại Pháp. Khẩu hiệu Giám mục của ông là: Vua trên các vua, Chúa trên các Chúa.
Huỳnh Văn Của sinh tại Long An. Sau quá trình tu học tại các chủng viện Công giáo khác nhau, ông được phong chức linh mục tháng 9 năm 1941. Trong thời kỳ làm linh mục, ông đã đến thực hiện việc mục vụ tại nhiều giáo xứ và giáo họ và đặc biệt thành lập Trung tâm Bác Ái Lái Thiêu và nhà hoàn lương cho phụ nữ tại Long Thành.
Linh mục Huỳnh Văn Của được linh mục đoàn Giáo phận Phú Cường bầu chọn và được tấn phong giám mục phó giáo phận này vào tháng 2 năm 1976. Ông mắc bệnh tim và chữa bệnh tại Pháp từ năm 1979 và từ chức vì lý do sức khỏe năm 1982. Ông qua đời năm 1995 và được an táng tại Nice, Pháp.

## Thân thế và tu tập
Giacôbê Huỳnh Văn Của sinh ngày 1 tháng 11 năm 1915 tại Lương Hòa Hạ, Bến Lức, Long An, Hạt Đại diện Tông Tòa Sài Gòn (nay là xã Lương Hòa, huyện Bến Lức, tỉnh Long An, thuộc Giáo phận Mỹ Tho). Năm 12 tuổi, cậu bé Của bắt đầu con đường tu học của mình bằng cách gia nhập Tiểu chủng viện Sài Gòn vào ngày 1 tháng 3 năm 1927. Sau khi hoàn thành chương trình tiểu chủng viện, cậu tiếp tục con đường tu học của mình bằng cách nhập học Đại chủng viện Sài Gòn vào ngày 29 tháng 2 năm 1934.

## Linh mục
Chủng sinh Huỳnh Văn Của được thụ phong linh mục ngày 20 tháng 9 năm 1941, chịu chức chung có các tiến chức sau: Mátthêu Phan Văn Luật, Laurensô Nguyễn Thái Sơn, Phaolô Hồ Văn Lành và Antôn Lê Quang Thạnh. Thời kỳ là linh mục, linh mục Của đã phục vụ tại nhiều giáo xứ như: Tha La, Gò Dầu, Hiệp Thạnh, Búng, Bến Sắn, Lái Thiêu cũng như giữ chức linh mục Tổng đại diện Giáo phận Phú Cường.
Sau khi được phong chức linh mục, linh mục Của được giám mục giáo phận điều về làm linh mục phó giáo xứ Mỹ Tho. Năm 1942, linh mục Của được thuyên chuyển đảm trách vai trò Giáo sư Tiểu chủng viện thánh Giuse Sài Gòn trong vòng một năm trước khi được bổ nhiệm làm linh mục chính xứ giáo xứ Gia Định.
Năm 1947, nhận thấy họ đạo Gia Định có diện tích quá lớn gây bất tiện cho việc sinh hoạt tôn giáo, linh mục Huỳnh Văn Của đệ trình thỉnh nguyện đến Tòa Giám mục Sài Gòn nhằm đề xuất ý kiến mở thêm một nhà thờ giáo họ với địa giới hành chính tại xã Bình Hòa, quận Gò Vấp, tỉnh Gia Định, Thành phố Sài Gòn. Từ năm 1958, ông sang Pháp tìm hiểu và sống với tu hội Bác ái của Pháp (Foyer de Charité) đến năm 1964 thì về nước, làm linh mục chính xứ giáo xứ Tha La. Một năm sau, giám mục giáo phận thuyên chuyển linh mục Của làm linh mục chính xứ giáo xứ Gò Dầu Hạ (Tây Ninh).
Từ năm 1966, Giám mục chính tòa giáo phận là Giuse Phạm Văn Thiên bổ nhiệm linh mục Giacôbê Huỳnh Văn Của làm linh mục Tổng Đại diện giáo phận Phú Cường. Tuy nhiên, không lâu sau đó, giám mục Thiên lại điều linh mục Của về làm linh mục quản nhiệm họ đạo Búng. Từ năm 1967 đến năm 1968, ông là linh mục chánh xứ giáo xứ Lái Thiêu. Thời gian này ông thành lập Trung tâm Bác Ái Lái Thiêu. Tại đây, ông đã đón nhận những người neo đơn túng thiếu, đồng thời là nơi tĩnh tâm linh mục. Linh mục Huỳnh Văn Của luôn hỗ trợ về lương thực, nơi ở và các nhu cầu khác cho mọi người, không phân biệt tôn giáo. Trung tâm này đến năm 1993 trở thành Trung tâm Nghỉ dưỡng linh mục giáo phận Phú Cường và đến tháng 5 năm 2006 trở thành giáo xứ Phú Long. Ngoài ra, ông cũng thành lập Nhà hoàn lương cho Phụ nữ tại Long Thành. Ông thường giúp đỡ người khó khăn đến gặp mình bằng tiền và thường vay mượn để hỗ trợ họ khi không sẵn tiền.

## Giám mục
Giám mục Giuse Phạm Văn Thiên yêu cầu linh mục đoàn chọn lựa vị linh mục xứng đáng để ông tấn phong tân giám mục phó. Thể lệ là một linh mục chọn 2 linh mục mình thấy là xứng đáng. Kết quả có 100% chọn linh mục Huỳnh Văn Của làm giám mục. Ngày 22 tháng 2 năm 1976, linh mục Giacôbê Huỳnh Văn Của được tấn phong giám mục với cương vị giám mục phó giáo phận Phú Cường, hiệu tòa Mizigi. Vị tân giám mục được tấn phong trong âm thầm bởi Chủ phong là Giám mục chính tòa Giáo phận Giuse Phạm Văn Thiên, hai vị phụ phong là Giám mục Giuse Trần Văn Thiện, giám mục chính tòa Giáo phận Mỹ Tho và Giám mục Đa Minh Nguyễn Văn Lãng, giám mục chính tòa Giáo phận Xuân Lộc.
Trên thực tế, giám mục Huỳnh Văn Của đã ngừng thi hành tác vụ giám mục từ năm 1979. Từ năm 1979 đến năm 1995, giám mục Huỳnh Văn Của điều trị bệnh ở ngoại quốc. với tình trạng sức khỏe suy yếu vì bệnh tim, ông sang Pháp điều trị một thời gian khá dài. Thời gian ở hải ngoại, ông đã đi nhiều nơi, khi thì tạm trú tại Dòng Đồng Công tại Hoa Kỳ, khi thì tạm trú ở Panama, khi tại Pháp. Với tình trạng như vậy, ông đã xin từ chức giám mục phó ngày 8 tháng 6 năm 1982.
Ngày 9 tháng 1 năm 1995, ông qua đời tại Nice, Pháp, thọ 80 tuổi, 54 năm Linh mục trong đó có 6 năm ở cương vị Giám mục phó Giáo phận Phú Cường, 17 năm sống ở ngoại quốc. Thi hài ông được an táng tại nơi ông qua đời là Nice, Pháp.

## Tông truyền
Giám mục Giacôbê Huỳnh Văn Của được tấn phong giám mục năm 1976, thời Giáo hoàng Phaolô VI, bởi:
- Chủ phong: Giuse Phạm Văn Thiên, giám mục chính tòa Giáo phận Phú Cường.
- Hai vị mục Phụ phong: Giuse Trần Văn Thiện, giám mục chính tòa Giáo phận Mỹ Tho và Giám mục Đa Minh Nguyễn Văn Lãng, giám mục chính tòa Giáo phận Xuân Lộc.